# Resolution 1703 des UN-Sicherheitsrates
Die Resolution 1703 des UN-Sicherheitsrates ist eine Resolution zur Situation in Osttimor, die vom Sicherheitsrat der Vereinten Nationen auf seiner 5514. Sitzung am 20. August 2006 einstimmig angenommen wurde.
Der Sicherheitsrat berief sich auf seine früheren Resolutionen 1599, 1677 und 1690.
Mit der Resolution wurde das Mandat des United Nations Office in Timor-Leste (UNOTIL) um fünf Tage bis zum 25. August 2006 verlängert. Dieser Schritt war erfolgt, um dem Sicherheitsrat mehr Zeit zu geben, über den Vorschlag des UN-Generalsekretär zu beratschlagen. Kofi Annan hatte eine neue Mission für Osttimor vorgeschlagen, die Militäreinheiten, Polizeikräfte und Zivilbeamte umfassen und für anfänglich zwölf Monate mit der Aussicht auf Verlängerung aufgestellt werden sollte. Der Generalsekretär hatte die Vorschläge in seinem Bericht vom 8. August 2006 über die Rolle der Vereinten Nationen in Osttimor nach dem Auslaufen der Mission gemacht. Er war durch die Resolution 1690 des UN-Sicherheitsrates vom 20. Juni 2006 zur Ausfertigung des Berichtes aufgefordert worden.
Gleichzeitig war die Verlängerung des Mandates erforderlich geworden, da das Mandat sonst am 20. August 2006 ausgelaufen wäre. Mit der Resolution 1704 beschloss der Sicherheitsrat am 25. August, United Nations Office in Timor-Leste (UNOTIL) durch United Nations Integrated Mission in Timor-Leste (UNMIT) zu ersetzen.